# Naikap Naya Bhanjyang
Naikap Naya Bhanjyang (nep. नैकाप नयाँभञ्ज्यांग) – gaun wikas samiti w środkowej części Nepalu w strefie Bagmati w dystrykcie Katmandu. Według nepalskiego spisu powszechnego z 2001 roku liczył on 911 gospodarstw domowych i 4425 mieszkańców (2227 kobiet i 2198 mężczyzn).